# 釜石両石インターチェンジ
釜石両石インターチェンジ（かまいしりょういしインターチェンジ）は、岩手県釜石市にある三陸沿岸道路のインターチェンジ (IC) である。
当ICは宮古方面のみ出入り可能なハーフインターチェンジである。

## 歴史
- 2011年（平成23年）3月5日 : 当IC - 釜石北IC間開通に伴い供用開始[1]。
- 2019年（平成31年）3月9日 : 釜石南IC - 当IC間開通[2]。

## 道路

### 本線
- E45 三陸沿岸道路（釜石山田道路・42番）

### 接続する道路
- 岩手県道242号水海大渡線

## 料金所
無料区間につき設置されていない。

## 周辺
- 両石駅
- 愛の浜海水浴場
- 水海公園
- 葛西塚
- 鏡海岸

## 隣
E45 三陸沿岸道路（釜石山田道路）
(41) 釜石中央IC - (42) 釜石両石IC - (43) 釜石北IC
- 当ICから仙台方面は利用できない。